# Menagerie (album)
Albums de Bill Withers
Naked & Warm
(1976) 'Bout Love (en)
(1979)
Singles
1. Lovely Day
Sortie : septembre 1977
2. Lovely Night for Dancing
Sortie : février 1978

Menagerie est le sixième album studio du chanteur de soul américain Bill Withers, sorti le 29 octobre 1977 chez Columbia Records. 
L'album contient notamment la chanson Lovely Day, qui est devenue l'un des plus grands succès de la carrière de Bill Withers et a été incluse dans la liste des 500 plus grandes chansons de tous les temps du magazine Rolling Stone à la 402e place.

## Liste des titres
| 1. | Lovely Day                | - Bill Withers - Skip Scarborough | 4:15 |
| 2. | I Want to Spend the Night | Withers                           | 3:41 |
| 3. | Lovely Night for Dancing  | Withers                           | 5:51 |
| 4. | Then You Smile at Me      | - Withers - Clarence McDonald     | 4:54 |

| 5. | She Wants To (Get On Down)  | - Withers - Larry Nash    | 3:15 |
| 6. | It Ain't Because of Me Baby | - Withers - Michael Jones | 3:31 |
| 7. | Tender Things               | Withers                   | 5:02 |
| 8. | Wintertime                  | Cliff Coulter             | 3:17 |
| 9. | Let Me Be the One You Need  | - Withers - Scarborough   | 4:44 |

## Crédits
Musiciens
- Bill Withers – chant (1-9), chœurs (1-4, 6-9), guitare (2), claviers (3)
- Ray Parker Jr. – guitare (1, 4-7)
- Clarence McDonald – claviers (1, 4, 6, 7, 9), arrangements des cordes (1, 6, 8), arrangements des cuivres (6, 8), arrangements (7)
- Dean Gant – claviers (2)
- Clifford Coulter – claviers (5, 8), solo de synthétiseur (8)
- Mike Jones – synthétiseur (6)
- Jerry Knight – basse (1, 4, 6)
- Keni Burke – basse (2, 3, 5, 7, 8, 9)
- Russ Kunkel – batterie (1, 2, 7, 8, 9), shaker (1)
- Alvin Taylor – batterie (3-6)
- Ralph MacDonald – percussion (1-4, 6-9)
- Paul Riser – arrangements des cuivres (2-4, 9) arrangements des cordes (2-5, 9)
- Charles Veal – premier violon (1-4, 6-9)
- Pat Hodges – chœurs (5)
- Denita James – chœurs (5)
- Jessica Smith – chœurs (5)

Production
- Bill Withers – producteur (1-9)
- Clarence McDonald – producteur (1, 4, 6, 7, 9)
- Keni Burke – producteur (2, 3, 5)
- Clifford Coulter – producteur (8)
- Bob Merritt – ingénieur du son
- Phil Jantaas – ingénieur du son adjoint
- Roger Carpenter – conception
- Lou Beach – illustration
- Elliot Gilbert – photographie

## Classements et certifications
| Classement (1977–78)          | Meilleure position |
| ----------------------------- | ------------------ |
| Canada (RPM 100 Albums)       | 55                 |
| États-Unis (Billboard 200)    | 39                 |
| États-Unis (Top Soul LPs)     | 16                 |
| Royaume-Uni (UK Albums Chart) | 27                 |

| Classement (1978)         | Position |
| ------------------------- | -------- |
| États-Unis (Top Soul LPs) | 50       |

### Certifications
| Région                                | Certification | Ventes/Streams |
| ------------------------------------- | ------------- | -------------- |
| États-Unis (RIAA)                     | Or            | 500 000^       |
| ^Mise en rayon selon la certification |               |                |